# Granat przeciwpancerny

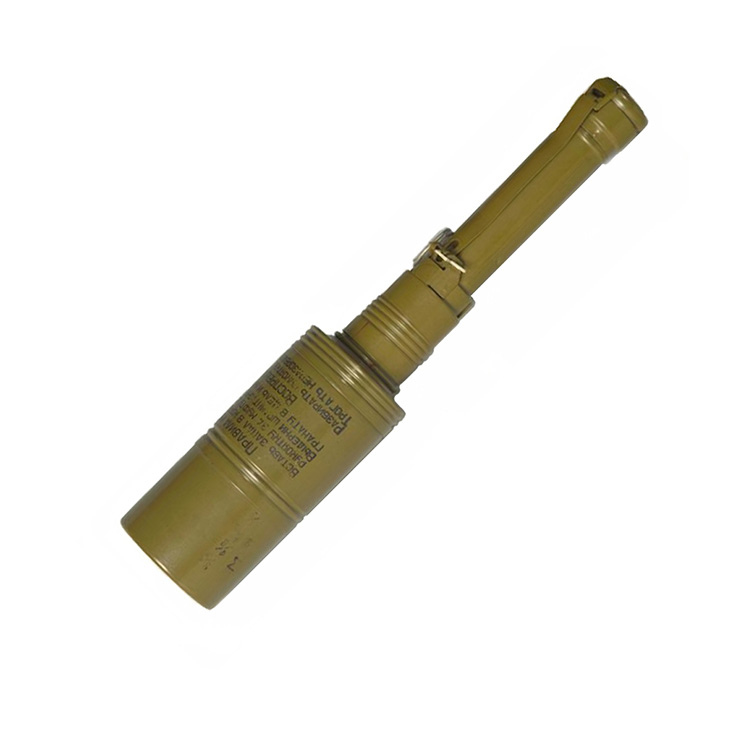
Ręczny granat przeciwpancerny RKG-3

Granat przeciwpancerny – granat (ręczny, nasadkowy lub miotany z granatnika), przeznaczony do niszczenia celów opancerzonych. Jest cięższy od innych typów granatów, co rzutuje na jego krótszy zasięg. Granat przeciwpancerny zawiera dość silny ładunek wybuchowy. Starsze typy zawierały ładunek kruszący, zaś nowsze ładunek kumulacyjny. Obecnie z powodu zwiększenia odporności pancerzy granaty te, praktycznie rzecz biorąc, wyszły z użycia jako niezdolne do zniszczenia współczesnego wozu bojowego.